# Campeonato Europeo de Balonmano Masculino de 2030
El XIX Campeonato Europeo de Balonmano Masculino se celebrará conjuntamente en la República Checa, Polonia y Dinamarca entre el 10 y el 27 de enero de 2030 bajo la organización de la Federación Europea de Balonmano (EHF) y las federaciones de balonmano de los tres países.